# Mujeres que no fueron tapa
Mujeres que no fueron tapa es un proyecto de artivismo que analiza los modelos de mujeres que se muestran en los medios de comunicación desde un punto de vista humanizante y feminista. Surgió en Argentina en 2016 como creación de Lala Pasquinelli, artista visual de ese país.
El grupo analiza lo que se publica en medios, publicidades, retratos en reportajes aportando una mirada crítica y con perspectiva en géneros y sexualidades.
Desde el proyecto han generado distintas campañas cuestionando mandatos como la maternidad o el miedo al envejecimiento. 